# Ecologie van A tot Z
Verwante overzichten zijn:
- Biologie van A tot Z
- Plantkunde van A tot Z
- Vegetatiekunde van A tot Z
- Natuur en milieu van A tot Z

## A
Abiotische factor · Adaptatie · Agro-ecologie · Algenbloei · Alleseter · Arcologie

## B
Batologie · Biodiversiteit · Biologie · Bioom · Biosfeer · Biotoop · Boomgrens · Botanie

## C
Camouflage · Carnivoor · Codominantie · Competitieve exclusie · Cultuurvolger

## D
Dystrofie

## E
Ecologie · Ecologisch bureau · Ecologisch optimum · Ecologische amplitude · Ecologische gradiënt · Ecologische groep · Ecologische voetafdruk · Ecosysteem · Ecotoop · Epifyt · Epifytische vegetatie · Eutrofie · Eutrofiëring

## F
Faciës (vegetatiekunde) · Faunarand · Formatie (stratigrafie) · Formatie (vegetatiekunde)

## G
Gaswisseling · Guanotrofie

## H
Habitat · Habitatfragmentatie · Halfschaduw · Herbivoor · Hypertrofie · Hypoxisch water

## L
Landschapsecologie · Levensgemeenschap · Lijnvormig landschapselement

## M
Meso-eutrofie · Mesotrofie · Microgemeenschap · Microsoort · Mimicry · Minerotrofie · Mutualisme · Muurvegetatie

## N
Natuur · Natuurwaarde · Niche

## O
Oecologie · Meso-oligotrofie · Oerbos (Europa) · Oligotrofie · Ombrotrofie · Omnivoor · Ovoviviparie

## P
Parasiet · Pioniersoort · Pioniervegetatie · Plantengemeenschap · PNV · Predatie · Primaire productie · Prooidier · Psammofiel · Puntvormig landschapselement

## R
Roofdier · Rotsvegetatie · Ruigte

## S
Saprobie · Shannon-index · Soort · Successie · Symbiose · Syntaxon · Syntaxonomie

## T
Territorium · Thermofiel · Trofiegraad · Transect · Tredvegetatie

## V
Vegetatiekunde · Vegetatiemozaïek · Vegetatietype · Verbossing · Vergrassing · Verlanding · Vermossing · Verruiging · Verstoring · Verstruweling · Verzilting · Ver-thematiek · Vicinisme · Vlakvormig landschapselement

## W
Wildernis

## X
Xerofyt